# Slät klockmossa
Slät klockmossa (Encalypta vulgaris) är en mossa i släktet klockmossor. Det är Ölands landskapsmossa.